# Haavelmo-Theorem
Das Haavelmo-Theorem bezieht sich in der Finanzwissenschaft und der Volkswirtschaftslehre auf die Einkommenseffekte haushaltssaldoneutraler Fiskalpolitik und besagt, dass von einer Erhöhung der Staatsausgaben {\displaystyle G}, die vollständig über zusätzliche Steuern {\displaystyle T} finanziert wird, eine Erhöhung des Gleichgewichtseinkommens/Gleichgewichtsinlandprodukts {\displaystyle Y} ausgeht, die mindestens so groß ist wie die Erhöhung der Staatsausgaben bzw. der zu ihrer Finanzierung notwendigen Steuererhöhung.

## Allgemeines
Das Theorem wurde nach dem norwegischen Wirtschaftswissenschaftler Trygve Haavelmo benannt, der es im Jahre 1945 vorstellte. Unter bestimmten Bedingungen gehen auch von einem Haushaltsausgleich des Staatshaushalts expansive Wirkungen auf die Konjunktur aus. Wird das Steueraufkommen erhöht und die Erhöhung zum Staatskonsum verwendet, tritt eine expansive Wirkung auf das Volkseinkommen ein. Demnach gilt:
{\displaystyle \Delta Y\geq \Delta G=\Delta T}.
Da – im Gegensatz zu den Privathaushalten – ein Staat keine marginale Sparquote aufweist, werden die Steuereinnahmen Haavelmo zufolge zu 100 % wieder investiert. Unter Beachtung des Multiplikatoreffekts lässt sich daher ein höheres Volkseinkommen errechnen.
Als Ergebnis aus diesem Theorem lässt sich festhalten, dass der Staat das gesamtwirtschaftliche Einkommen/Inlandprodukt erhöhen kann, indem er mehr Steuern erhebt und diese Einnahmen sofort wieder voll ausgibt (so genannte Budgetverlängerung).
Aus dem Theorem lässt sich schlussfolgern, dass eine unendliche Ausdehnung der steuerfinanzierten Staatsausgaben das Bruttoinlandsprodukt ins Unendliche steigern könnte. Grundsätzlich gilt aber bei ökonomischen Gesetzen, dass lineare Zusammenhänge nicht in beliebiger Größenordnung angenommen werden können, vielmehr wären bei stärkeren Impulsen Nichtlinearitäten zu berücksichtigen. So können in einem ökonometrischen Modell nicht beliebig starke Impulse (in diesem Fall also Budgetverlängerung des Staatskontos) eingegeben werden, sollen die Ergebnisse nicht wirklichkeitsfremd werden.

## Mathematische Herleitung
Zuerst wird der Multiplikator einer stark vereinfachten Volkswirtschaft auf dem Gütermarkt hergeleitet. Die Investitionen werden dabei als konstant angenommen. Weder reagieren sie auf eine Veränderung des Zinssatzes (auch weil der Geldmarkt im Modell nicht berücksichtigt wird), noch auf eine Änderung des Einkommens. Das verfügbare Einkommen ist als {\displaystyle Y_{v}=Y-T} definiert.
{\displaystyle Y=c_{0}+c_{1}\cdot Y_{v}+I+G},
{\displaystyle Y=c_{0}+c_{1}\cdot (Y-T)+I+G},
{\displaystyle Y-c_{1}\cdot Y=c_{0}-c_{1}\cdot T+I+G},
{\displaystyle Y(1-c_{1})=c_{0}-c_{1}\cdot T+I+G},
{\displaystyle Y={\frac {1}{1-c_{1}}}\cdot (c_{0}-c_{1}\cdot T+I+G)}.
Das Haavelmo-Theorem setzt voraus, dass zusätzliche Staatsausgaben über eine entsprechende Steuererhöhung kompensiert werden. Deshalb wird {\displaystyle G=T} gesetzt.
Es folgt:
{\displaystyle Y={\frac {1}{1-c_{1}}}\cdot (c_{0}-c_{1}\cdot G+I+G)},
{\displaystyle Y={\frac {1}{1-c_{1}}}\cdot (c_{0}+(1-c_{1})\cdot G+I)}.
Durch die Bildung des totalen Differentials zeigt sich die Wirkung einer solchen steuerrefinanzierten Staatsausgabenerhöhung:
{\displaystyle dY={\frac {1}{1-c_{1}}}\cdot (dc_{0}+(1-c_{1})\cdot dG+dI)},
{\displaystyle {\frac {\partial Y}{\partial G}}={\frac {1}{1-c_{1}}}\cdot (0+(1-c_{1})\cdot 1+0)},
{\displaystyle {\frac {\partial Y}{\partial G}}={\frac {1-c_{1}}{1-c_{1}}}=1}.
Der Multiplikator einer Staatsausgabenerhöhung beträgt also {\displaystyle 1}. Dies bedeutet, dass sich für jede zusätzliche Einheit {\displaystyle G}, die über Steuern refinanziert wird, das Einkommen {\displaystyle Y} um wiederum eine Einheit erhöht. Das verfügbare Einkommen, welches als {\displaystyle Y_{v}=Y-T} definiert ist, bleibt dabei konstant.

### Alternative zur Herleitung
Alternativ könnte man auch über folgende Herleitung das Haavelmo-Theorem begründen:
Der Multiplikatoreffekt bei Staatsausgaben {\displaystyle \Delta G} steigert die Nachfrage wie folgt:
{\displaystyle \Delta Y={\frac {1}{1-c_{1}}}\Delta G}.
Der Multiplikatoreffekt bei Steuern {\displaystyle \Delta T} senkt die Nachfrage, aber nur um
{\displaystyle \Delta Y=-{\frac {c_{1}}{1-c_{1}}}\Delta T}.
Zusammengenommen steigern steuerfinanzierte Staatsausgaben ({\displaystyle \Delta G=\Delta T}) die Nachfrage um
{\displaystyle \Delta Y={\frac {1}{1-c_{1}}}\Delta G-{\frac {c_{1}}{1-c_{1}}}\Delta T=\Delta G\left({\frac {1}{1-c_{1}}}-{\frac {c_{1}}{1-c_{1}}}\right)=\Delta G}.

## Kritik
Das Haavelmo-Theorem kommt aufgrund einer Reihe von restriktiven, in Wirklichkeit meist nicht vorhandenen Bedingungen zustande:
- Vernachlässigung der personell und funktionell unterschiedlichen Konsumquoten;
- Flexibilität der Löhne, Preise und Zinsen mittel- bis langfristig;
- Abhängigkeit der laufenden Konsumausgaben vom aktuellen Einkommen mit einer marginalen Konsumquote zwischen Null und Eins (absolute Einkommenshypothese; Gegenteil: permanente Einkommenshypothese; Lebenszyklushypothese);
- Vernachlässigung von Vermögens- und Kapazitätseffekten im Rahmen der kurzfristigen Analyse;
- Betrachtung einer geschlossenen Volkswirtschaft;
- Abnehmende marginale Grenzeffekte von Budgeterhöhung (mit jeder Einheit an Steuererhöhung wird der positive Effekt auf das Einkommen sinken);
- Investitionen werden von Steuern beeinflusst (im Modell werden Investitionen als konstant angenommen);
- Fiskalischer Stabilisator wird vernachlässigt;
- Mathematisches und theoretisches Modell (Mathematik und Realität sind nicht immer im Einklang).

Das Theorem gilt nur bei Unterbeschäftigung, weil bei Vollbeschäftigung eine reale Erhöhung des Volkseinkommens nicht möglich ist.